# Bernard Fokou
Bernard Fokou est un homme d'affaires et industriel camerounais. Il est le fondateur de la chaîne de magasins et quincailleries Fokou.

## Biographie

### Carrière
En 1998, il achète les Aciéries du Cameroun. En 2004, l'activité gaz industriels se développe.

### Politique
Il est membre du RDPC. Ancien adjoint au maire de Penka-Michel. Il est membre de la sous-commission de l’intendance et de la logistique, qui réunit les militants les plus fortunés et se charge du financement des événements d’envergure organisés par le parti au pouvoir,,,,.

### Empire Fokou

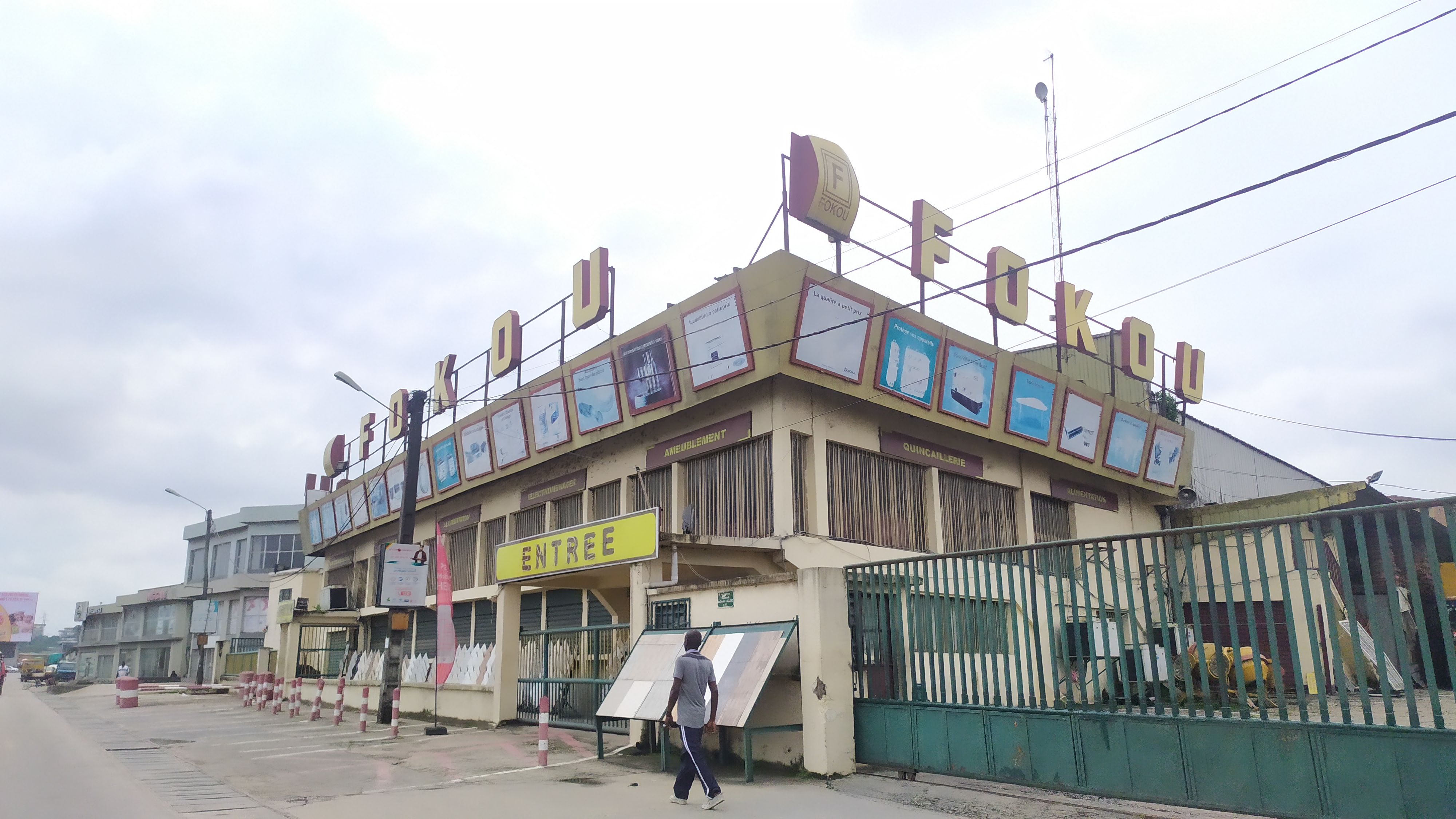
Une Quincaillerie Fokou à Douala, Agence du Boulevard Besseke

Ses succès économiques dans la première moitié des années 1980 commencent avec la boucherie Ben le boucher, à Yaoundé. Il obtient l’exclusivité de l’approvisionnement du restaurant universitaire en vivres frais, puis remporte le marché de la construction du mur d’enceinte de l’université.
Il entreprend de s'approvisionner en Asie pour exécuter les travaux. Pouvant massivement importer des matériaux de construction, il démarre les quincailleries Fokou.
Grand fournisseur de l’administration, Bernard Fokou, est détenteur d’une énorme créance sur l’État, du fait d’une accumulation de factures non payées durant la crise économique nationale. Il transforme cette dette de l'administration en obligations du trésor à coupon zéro qu’il place ensuite auprès des banques. En récupérant une somme importante, il fait décoller ses affaires. Fokou serait le premier groupe privé à capitaux exclusivement camerounais. 

Fokou est actif dans :  la métallurgie et sidérurgie, les boissons et spiritueux (Sofavinc et Emif), la transformation du bois (SCTB), l'agroalimentaire (New Foods), le transit (Sotrascam), le courtage (OAC), la gestion des déchets (Bocam), la fabrication des peintures (Smalto), la plasturgie (Sofamac), le BTP (Foberd), et aussi : ameublement et décoration.

#### Négoce
En 1980, il crée les quincailleries Fokou. 

#### Industries
Il construit à Kribi une usine de fabrication de fer à béton et d’autres produits dérivés de ce minerai. C'est un investissement de 30 milliards de F CFA (46 millions d’euros) pour transformer une partie du minerai de l’exploitation du gisement de Mbalam-Nabeba, à cheval sur la frontière entre le Cameroun et le Congo. Ce projet consolide la présence du groupe Fokou dans la métallurgie et la sidérurgie depuis l'achat, en juillet 1998, des Aciéries du Cameroun, joyau industriel du groupe.

#### International
Son réseau est présent dans les pays autour du Cameroun.
De Pointe-Noire, deuxième point d’ancrage important du groupe, où est implantée entre autres la Société congolaise de fabrication de produits alimentaires (Sofapral), il déploie ses magasins jusqu'à l’enclave angolaise du Cabinda, en Angola. Une série d’activités au Congo permettent de fabriquer des matériaux de construction tels que les pointes, les treillis soudés, les fils d’attache, le savon, les boissons et spiritueux. 
Au Gabon, il est actif via la Société gabonaise de matériaux de construction (Sogamatec). Au sein de New Foods, vaisseau amiral dans l’agroalimentaire, on produit, en dehors d’une cartonnerie, du sel, de la margarine, du chocolat, de la confiserie, du bouillon en cubes, des tomates en boîte, de la mayonnaise.

#### Vie privée
Bernard Fokou a plusieurs enfants. Sa fille Trésor dirige Sofavinc, Anicet, est dans le management de Fokou Distribution. Yves, l’aîné, est à la direction l’entreprise de transformation de bois, à la périphérie de la capitale.

#### Challenge Allô Fokou par Richard Bona.
Son nom est utilisé pour un challenge musical lancé sur internet et soutenu par Richard Bona, à qui il demande d'envoyer des cordes . L'artiste fait ici référence aux quincailleries Fokou, vendeur de cordes,  entre autres outils et produits distribués par l'entreprise de distribution de matériaux de construction Fokou,.